# Baltasar Esteller i Ferran
Baltasar Esteller i Ferran (Vinaròs, 9 de novembre de 1755 - 6 de març de 1819) fou un polític valencià.
Membre de la petita noblesa urbana, fou comandant de la milícia honrada de Vinaròs i membre de la junta governativa de la ciutat quan esclatà la Guerra del Francès. Tot i haver tingut una conducta sospitosa en no fugir de casa seva quan els francesos ocuparen la ciutat, el 1810 fou elegit diputat a les Corts de Cadis. A les Corts Espanyoles fou membre de la comissió d'agricultura i en la d'Hisenda en substitució de Juan Polo y Catalina. També figura com un dels signants de la Constitució espanyola de 1812.
El seu ideari s'aproxima al liberalisme moderat i fou escollit novament diputat suplent a les Corts de 1813. El 1815 fou escollit síndic de l'ajuntament de Vinaròs i el 1818 regidor municipal.